# OCA-DLR Asteroid Survey
| Nuevos asteroides NEOs descubiertos por el ODAS.                        |
| ----------------------------------------------------------------------- |
| - 1997 NJ6 - 1997 XV11 (recuperación) - 1998 EP8 - 1998 SJ2 - 1998 VD31 |

El OCA-DLR Asteroid Survey (ODAS) fue un proyecto científico europeo para la búsqueda de asteroides y cometas. Fue un trabajo conjunto del Observatoire de la Côte d'Azur (OCA) en Francia y del Deutsches Zentrum für Luft- und Raumfahrt (DLR) en Alemania, en cooperación con el fin de identificar Near-Earth objects y que comenzó con el Grupo de Trabajo en NEOs, un componente de la Unión Astronómica Internacional.
El proyecto comenzó en octubre de 1996, parándose las observaciones en abril de 1999, pensando en una renovación. Sin embargo, el telescopio no fue reabierto desde entonces.
Las observaciones de búsqueda se realizaban durante 15 días cada mes, cuando la luz lunar es mínima, el primer y el último cuarto del mes lunar. La operación usaba un telescopio Schmidt de 90cm localizado próximo a Niza, en Francia. Posteriormente los datos tomados se procesaban a través de una cámara CCD, por sus siglas (en inglés) y un software específico para la detección automática de objetos astronómicos.
El proyecto fue responsable del descubrimiento de 708 asteroides y de un nuevo cometa. De este total, cinco fueron clasificados como objetos próximos a la Tierra y ocho como asteroides de Marte.